# هاري وايت (سياسي)
هاري وايت (بالإنجليزية: Harry White)‏ هو سياسي أسترالي، ولد في 11 فبراير 1898، وتوفي في 2 أكتوبر 1946. انتخب عضو الجمعية التشريعية فيكتوريا.